# Prince William megye
Prince William megye az Amerikai Egyesült Államokban, azon belül Virginia államban található. Megyeszékhelye Manassas, legnagyobb városa Dumfries. Lakosainak száma 482 204 fő (2020. április 1.). Prince William megye Loudoun, Charles, Stafford, Fairfax, Manassas, Manassas Park és Fauquier megyékkel határos.

## Népesség
A megye népességének változása:
| Lakosok száma | 406 392 | 419 268 | 430 100 | 438 580 | 451 721 | 482 204 |
|               | 2010    | 2011    | 2012    | 2013    | 2015    | 2020    |